# Pilaria chionomera
Pilaria chionomera är en tvåvingeart som beskrevs av Alexander 1956. Pilaria chionomera ingår i släktet Pilaria och familjen småharkrankar. Inga underarter finns listade i Catalogue of Life.